# Тулузький метрополітен
Метрополітен Тулузи (фр. Métro de Toulouse) — метрополітен міста Тулуза (Франція). До 2003 року під керуванням компанії SEMVAT (Société d'économie mixte des voyageurs de l’agglomération toulousaine), 80 % акцій котрої належало державі, а 20 % — приватним акціонерам. З 2003 року Тулузький метрополітен під керівництвом держкомпанії Tisséo Réseau Urbain. Доповнює систему трамвайна мережа початкова дільниця якої відкрилася наприкінці 2010 року.

## Історія
Будівництво метрополітену в місті розпочалось в 1989 році. Першу дільницю з 15 станцій та 10 км відкрито 26 червня 1993 року. Лінія була побудована за принципом метрополітену Лілля, без машиністів та шинному ходу. В 2003 році побудовано ще 3 станції. Будувати лінію розпочали в 2002. Лінію відкрито 30 червня 2007 року. На початок 2018 року налічується 38 станцій на двох лініях, з яких 37 підземних.

## Техніка та рухомий склад
Використовуються потяги з двох вагонів. Платформи лінії B зразу побудовані під чотири вагони, але використовуються два вагони. Платформи лінії А до 2013 року реконструйовані також під чотири вагони.

### Лінія A
Basso-Cambo — Balma Gramont. В основному підземна, але деякі дільниці на естакаді.
Лінія 12,5 км завдовжки і складається із 18 станцій.

### Лінія В
«Borderouge» – «Ramonville» повністю підземна, має 15км та 20 станцій.

## Галерея

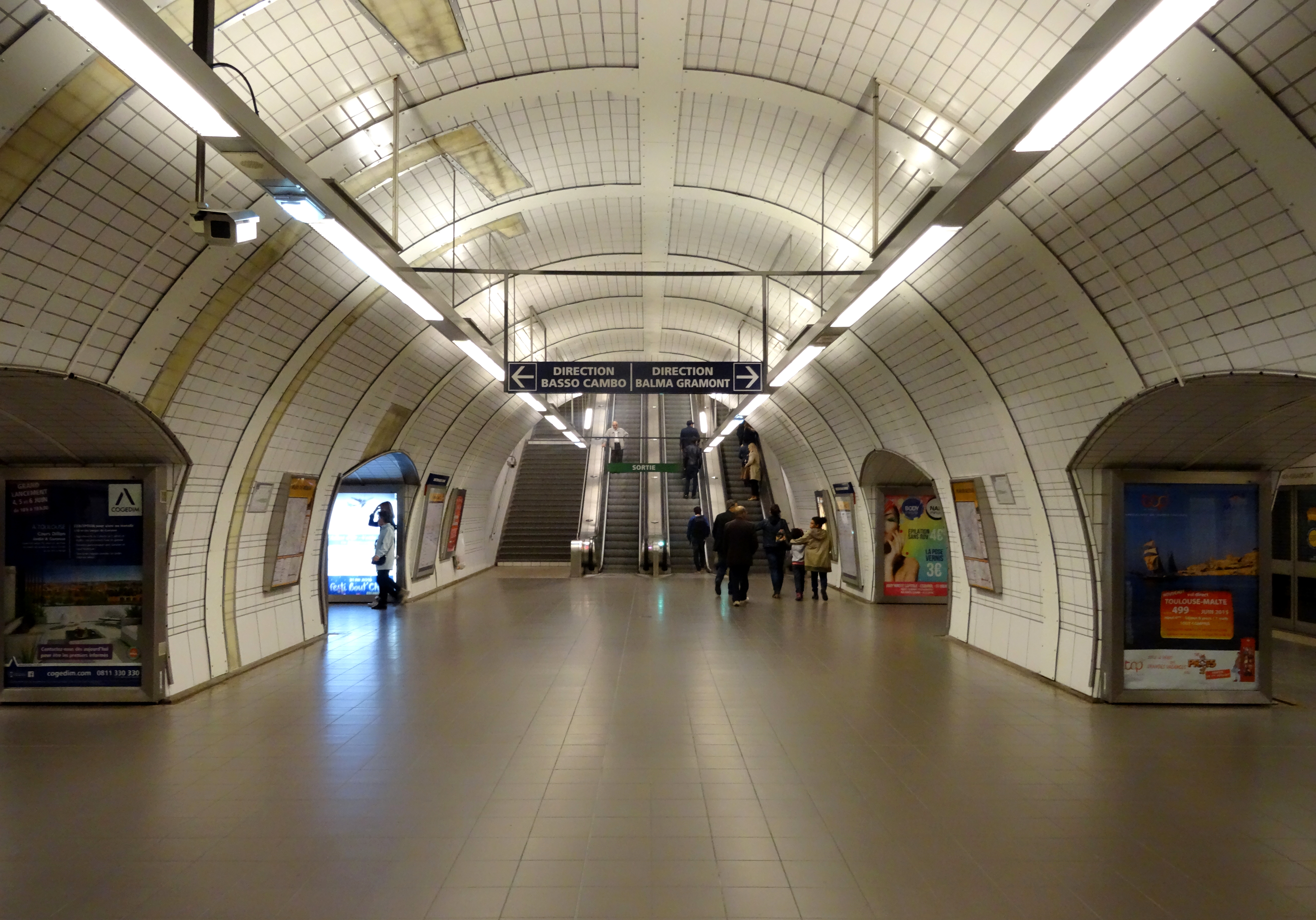
Станція Capitole
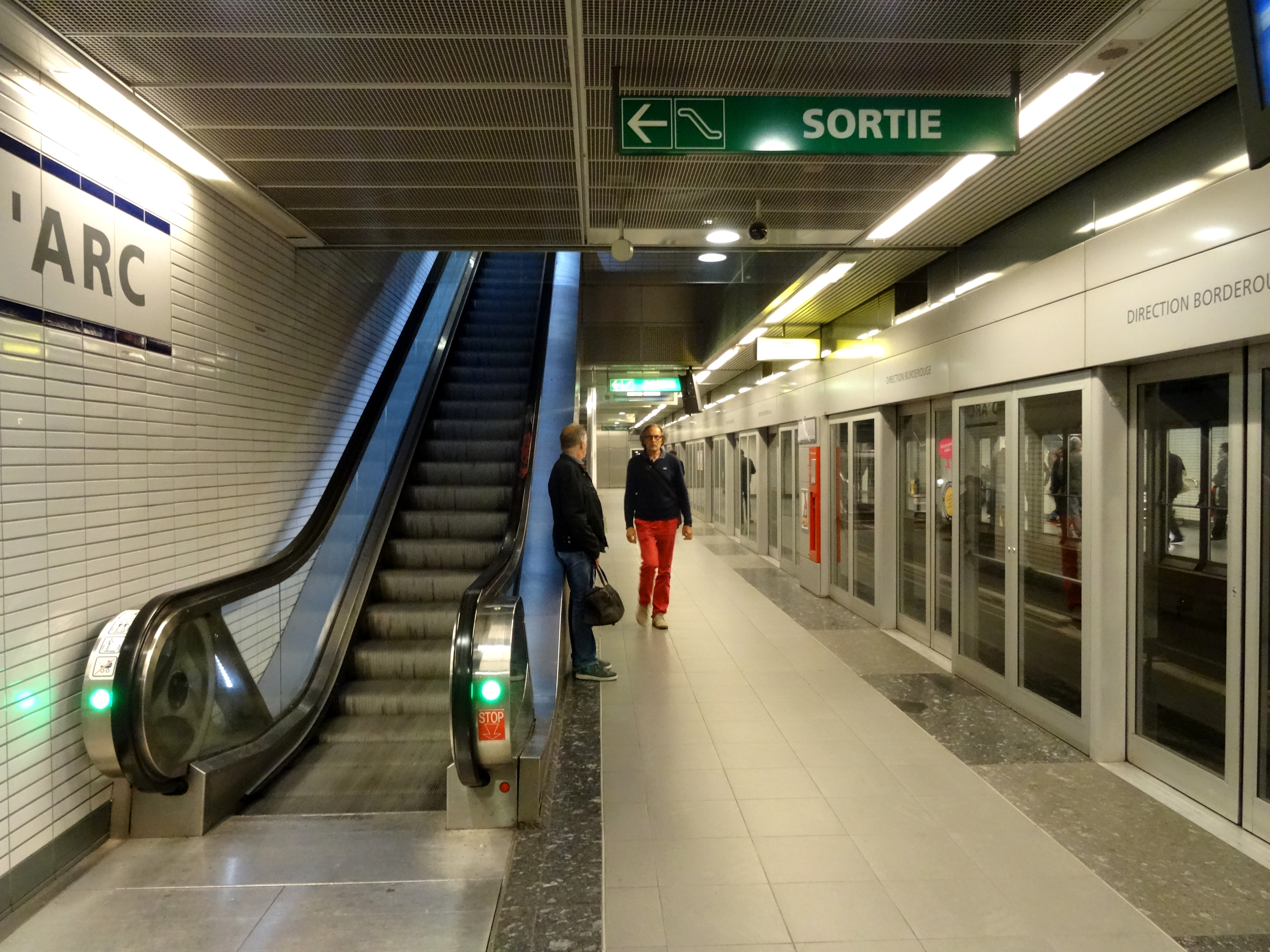
Станція Jeanne d'Arc
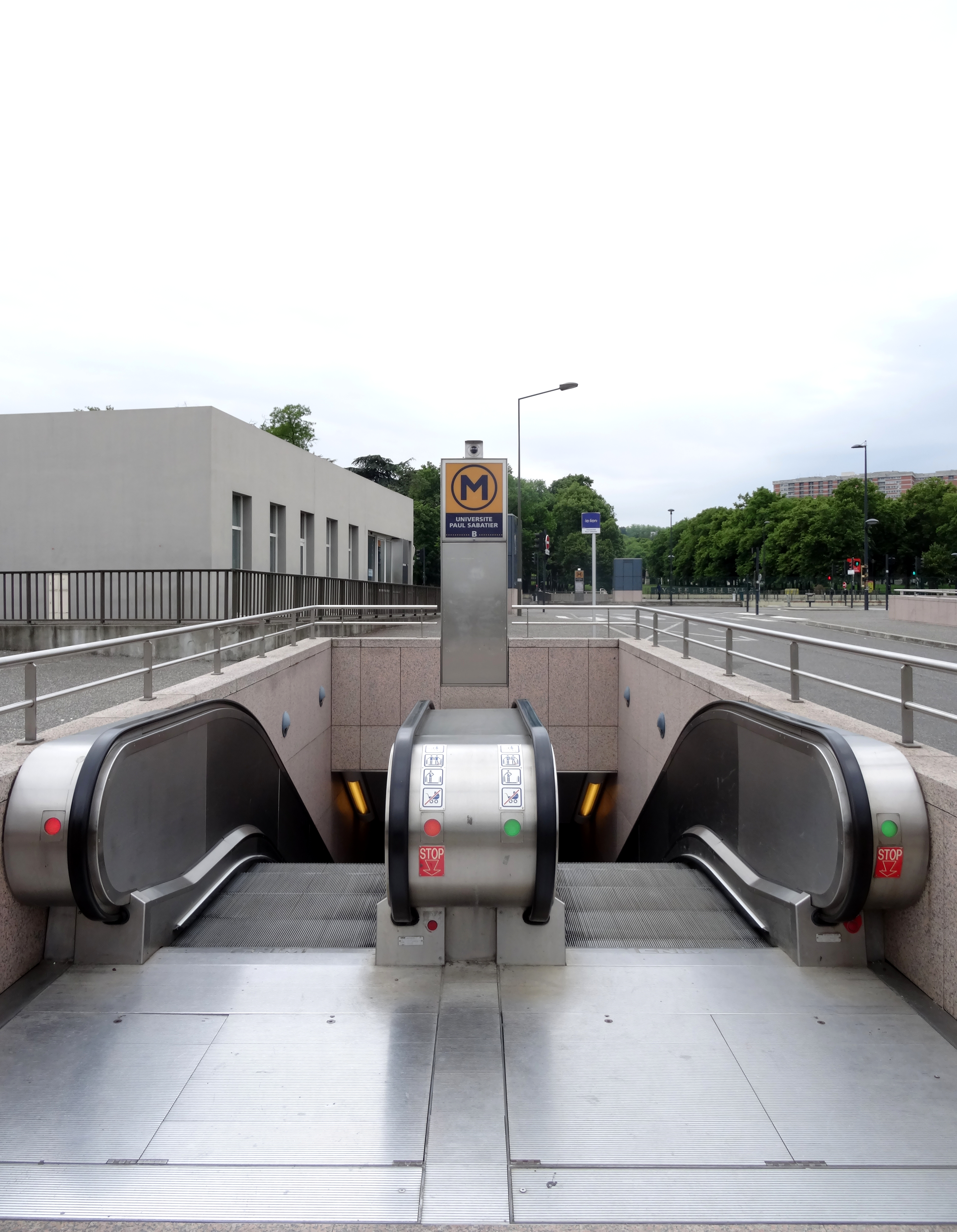
Вихід зі станції Université Paul Sabatier
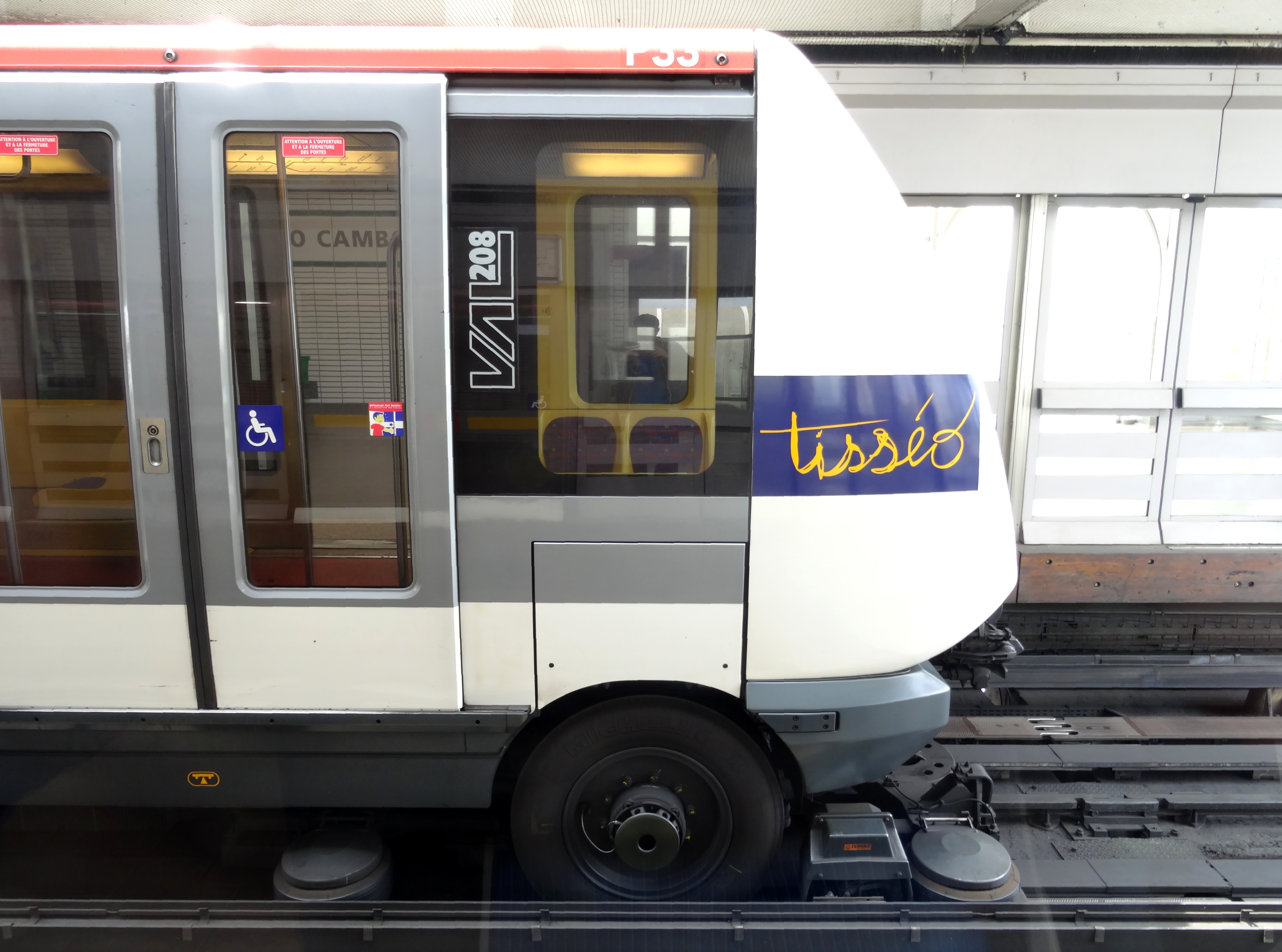
Потяг з шинним ходом
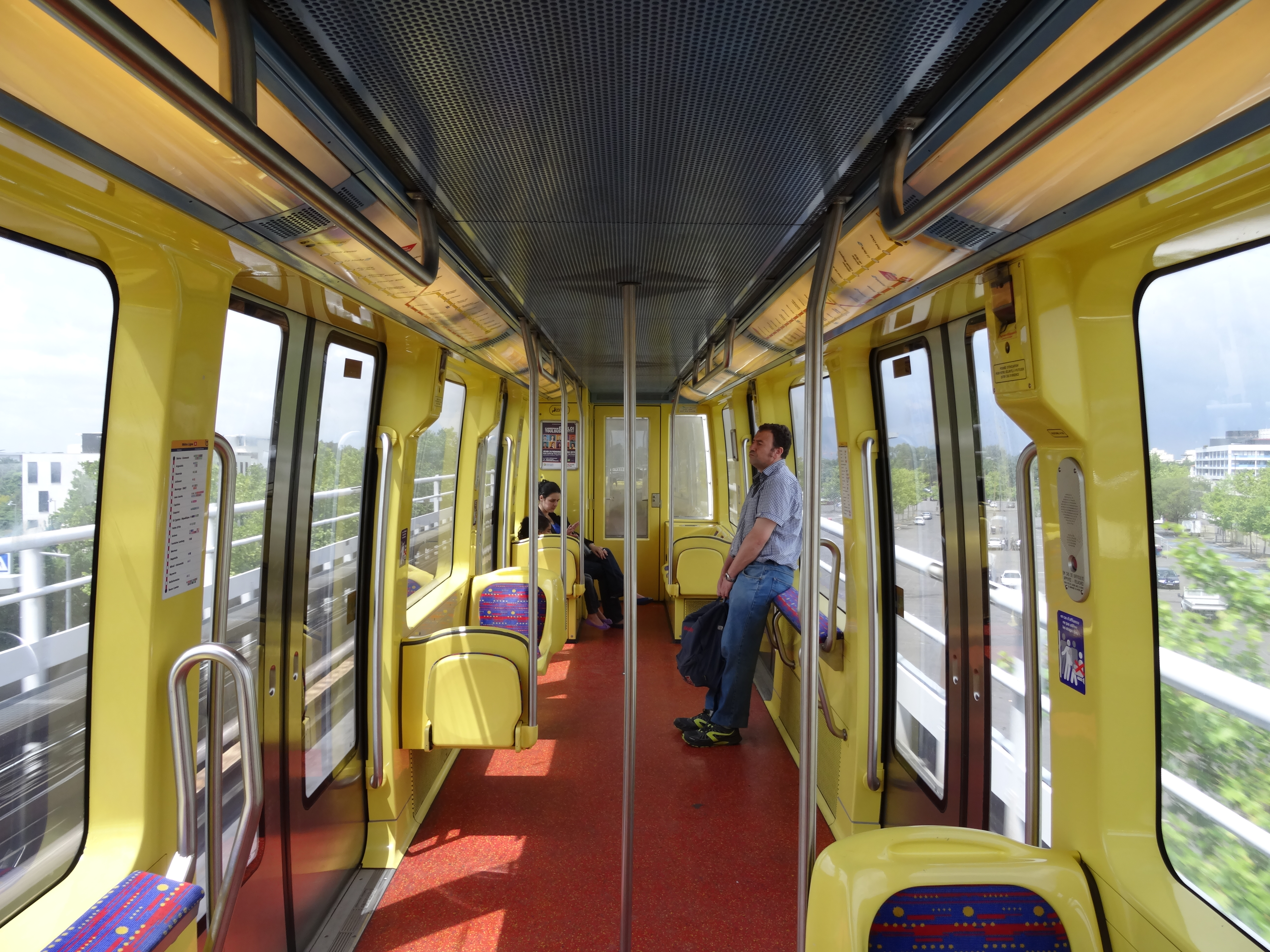
Всередині вагона
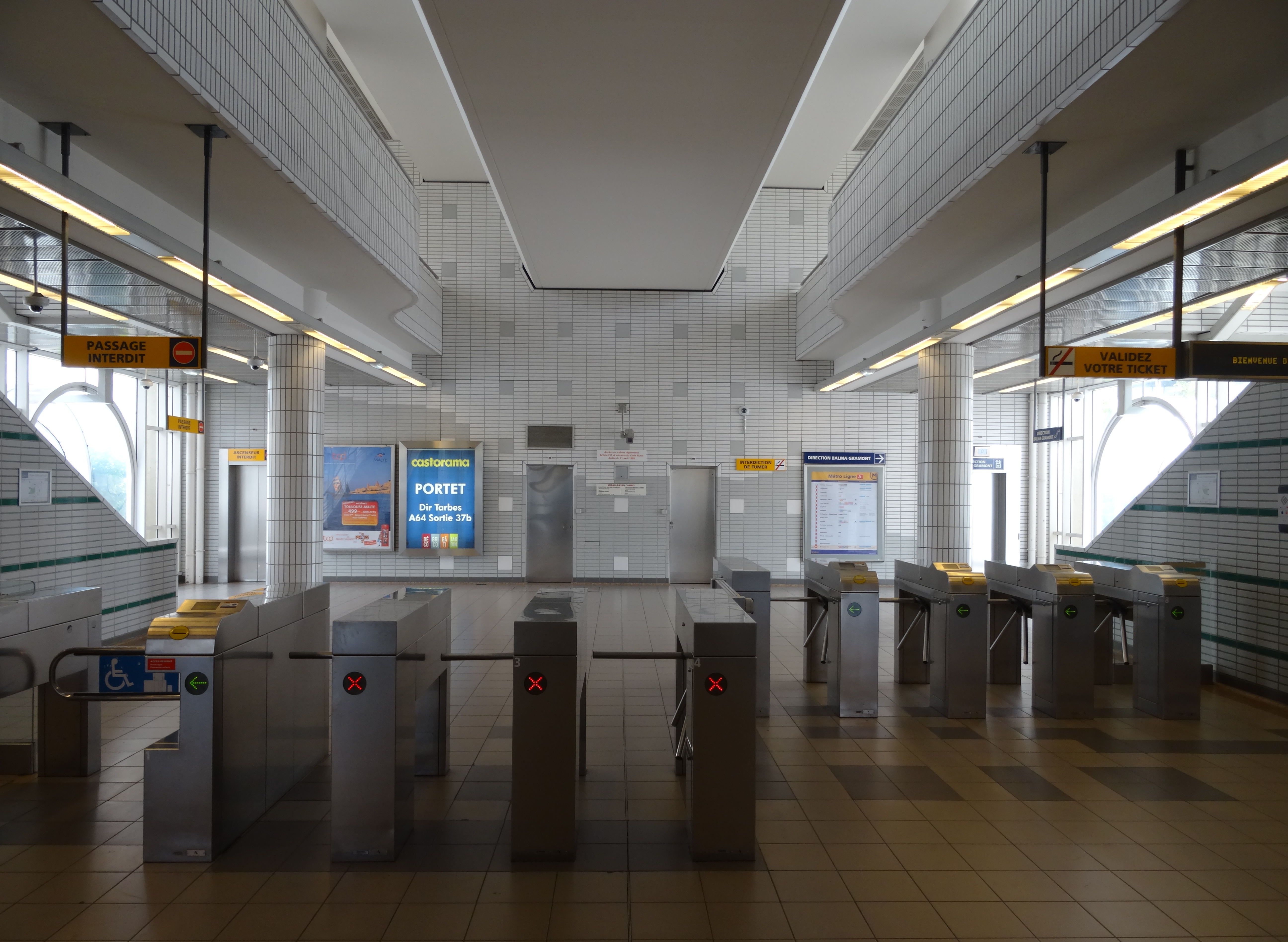
Турнікети
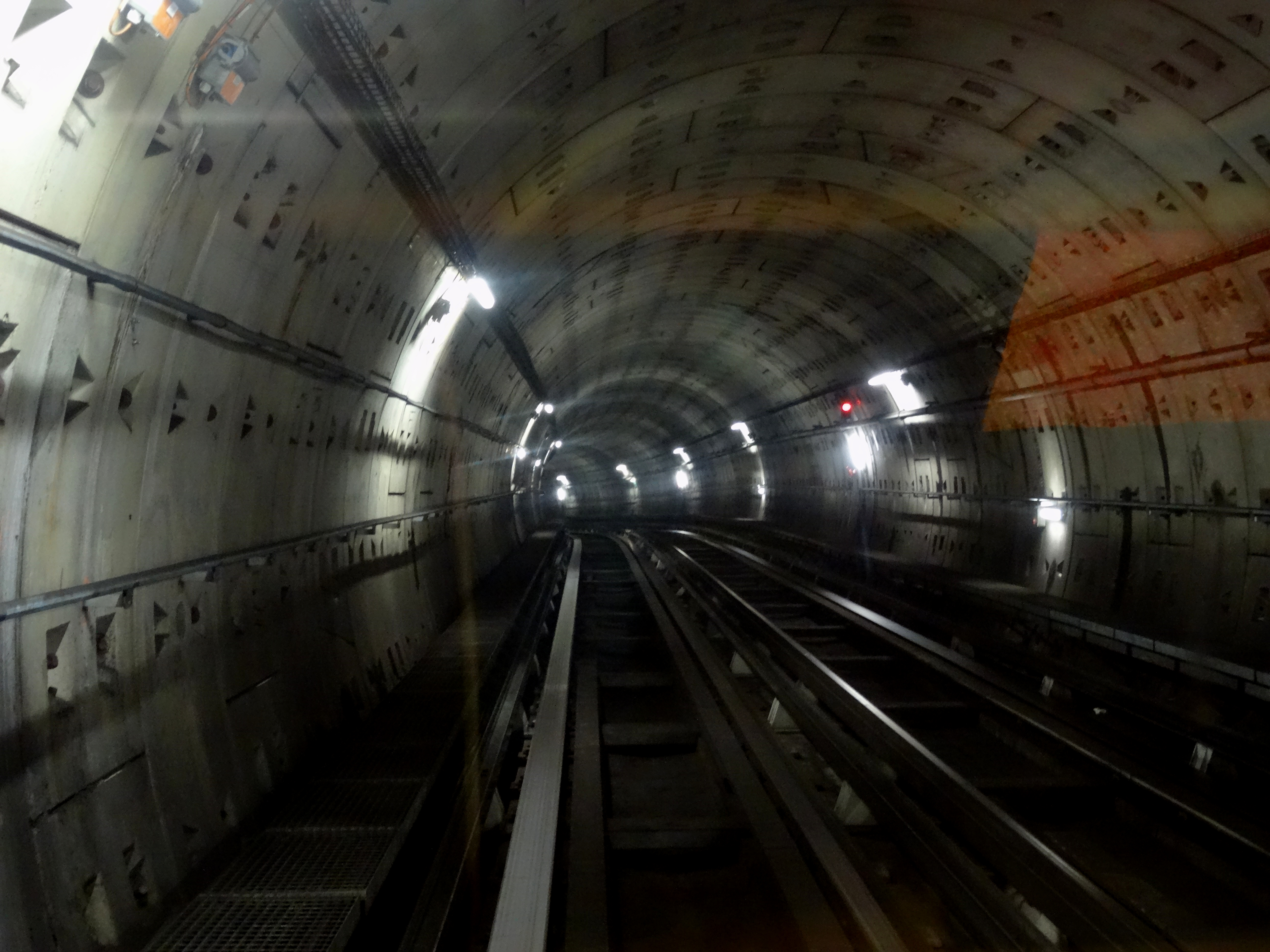
Тунель